# Pinoy rock
Pinoy Rock o Rock filipino es la marca musical del rock producida en las Filipinas ya sea por cantautores, músicos o compositores filipinos. 
Se ha convertido en una de las más populares como la diversidad musical del rock en sí mismo, y la adopción de bandas filipinas muy famosas y reconocidas de este estilo que ahora son uno de los más clasificados en los géneros más específicos o combinaciones de géneros, como el rock alternativo, ya sea en lo folclórico, New Wave, Pop Rock, Punk rock, Reggae, Heavy metal y Ska. 
Debido a que estos géneros se considera en general y que entran dentro de una amplia categoría de música Rock, puede ser definida más específicamente como Rock con música autóctona de Filipinas en las sensibilidades culturales. Una de las primeras estrellas de rock popular filipino fue Bobby Gonzales, cuyo gran éxito fue "Hahabul-Habol". Eddie Mesa, otro ídolo de adolescentes de su época, llegó a conocerse como el "Elvis Presley de Filipinas". En aquel entonces, muchos artistas filipinos dedicados a la música como las bandas roqueras como los "combos", muchos de los cuales utilizaban instrumentos no tradicionales como el bajo suelo, los bongos, las maracas y tanques de gas. Las formas derivadas surgieron en Manila en la capital del país, conocida como "Sonido de Manila" o BisRock.